# Gladstone Pottery Museum

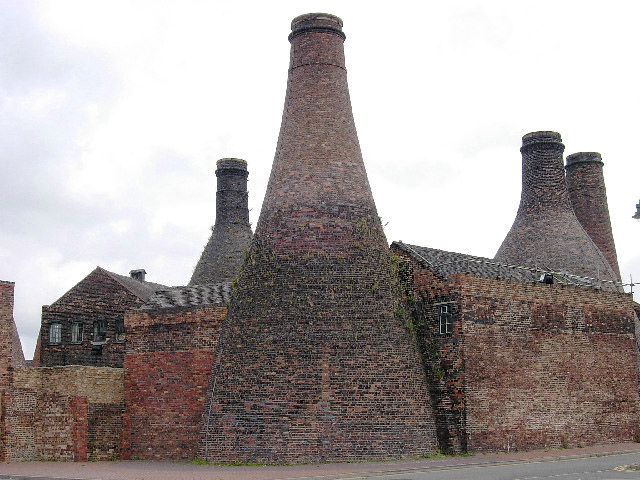

Het Gladstone Pottery Museum is een industriemuseum in het Engelse Longton (Stoke-on-Trent). Het museum werd geopend in 1974 en belicht de keramiekindustrie van de regio rond Stoke-on-Trent. De keramiekfabriek en pottenbakkerij op de plek bestaat al sinds 1787. Het museum bestaat uit bedrijfsgebouwen, ovens, stoommachines en tentoonstellingen over keramiek, tegels en kleibewerking.  Het museum is een ankerpunt van de Europese Route voor Industrieel Erfgoed.